# Demir Škrijelj
Demir Škrijelj (Berane, 10 de julio de 1997) es un futbolista montenegrino que juega en la demarcación de extremo para el FK Mornar de la Primera División de Montenegro.

## Selección nacional
Hizo su debut con la selección absoluta de Montenegro el 21 de marzo de 2024 contra Bielorrusia en un partido amistoso que finalizó con un resultado de 2-0 a favor del combinado montenegrino tras los goles de Adam Marušić, Nikola Krstović.

## Clubes
| Club                         | País       | Año       | Partidos | Goles |
| ---------------------------- | ---------- | --------- | -------- | ----- |
| FK Zeta                      | Montenegro | 2014-2016 | 24       | 0     |
| FK Bratstvo Cijevna (cedido) | Montenegro | 2016-2017 | 10       | 0     |
| FK Ibar                      | Montenegro | 2017-2020 | 47       | 6     |
| FK Mornar                    | Montenegro | 2020-2024 | 115      | 9     |
| F. C. Vorskla Poltava        | Ucrania    | 2024      | 2        | 0     |
| FK Mornar                    | Montenegro | 2025-     |          |       |